# Verbindungsbüro des Europäischen Parlaments in Deutschland
Das Verbindungsbüro des Europäischen Parlaments in Deutschland ist eines von insgesamt 34 Verbindungsbüros des Europäischen Parlaments in den 27 Mitgliedstaaten der Europäischen Union. Neben den 27 zentralen, nationalen Büros in den Hauptstädten der Mitgliedstaaten existieren auch sechs Regionalbüros. In Deutschland gibt es neben dem zentralen Verbindungsbüro für Deutschland in der Hauptstadt Berlin ein weiteres, regionales Verbindungsbüro mit Sitz in München.

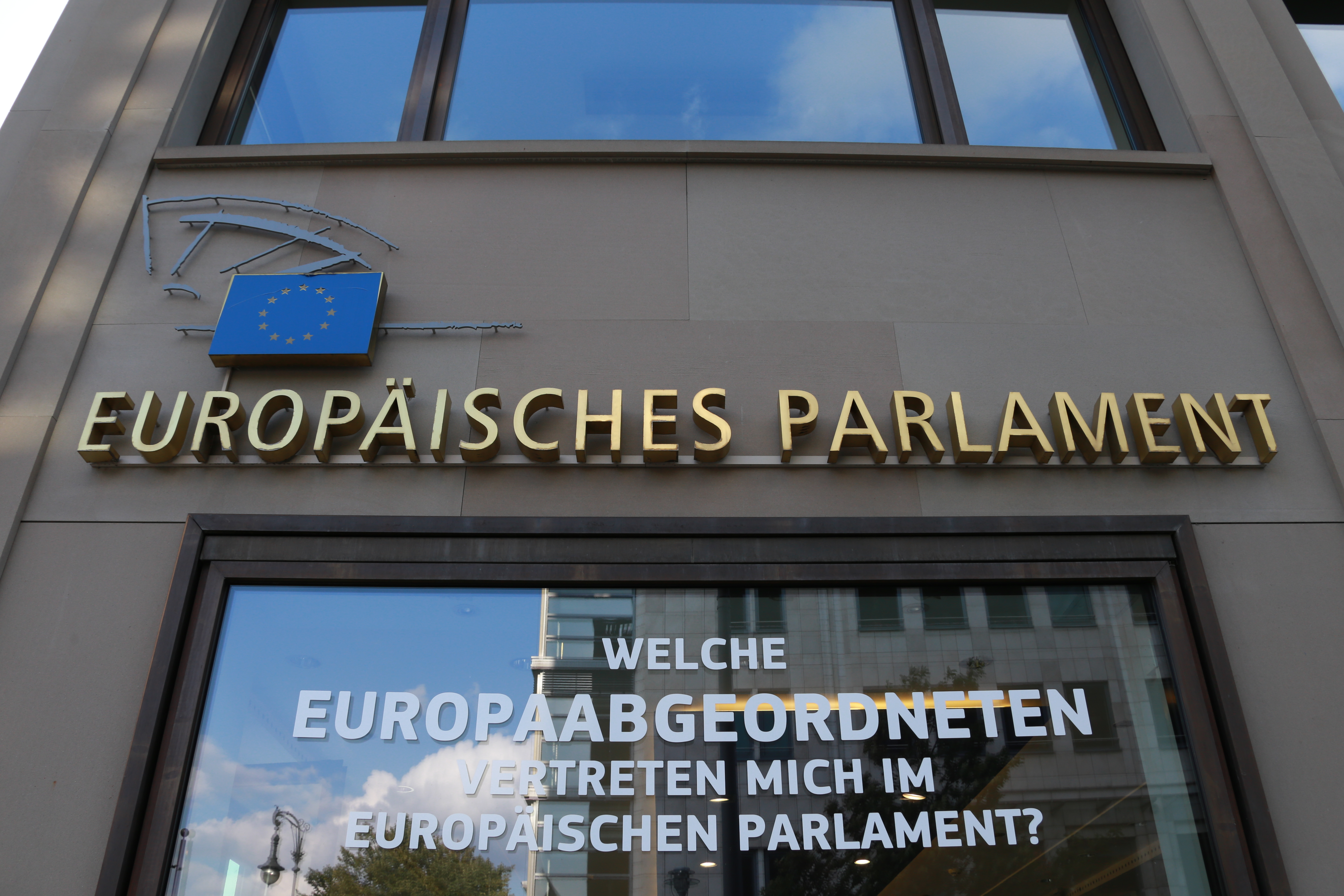
Verbindungsbüro des Europäischen Parlaments im Europäischen Haus Berlin

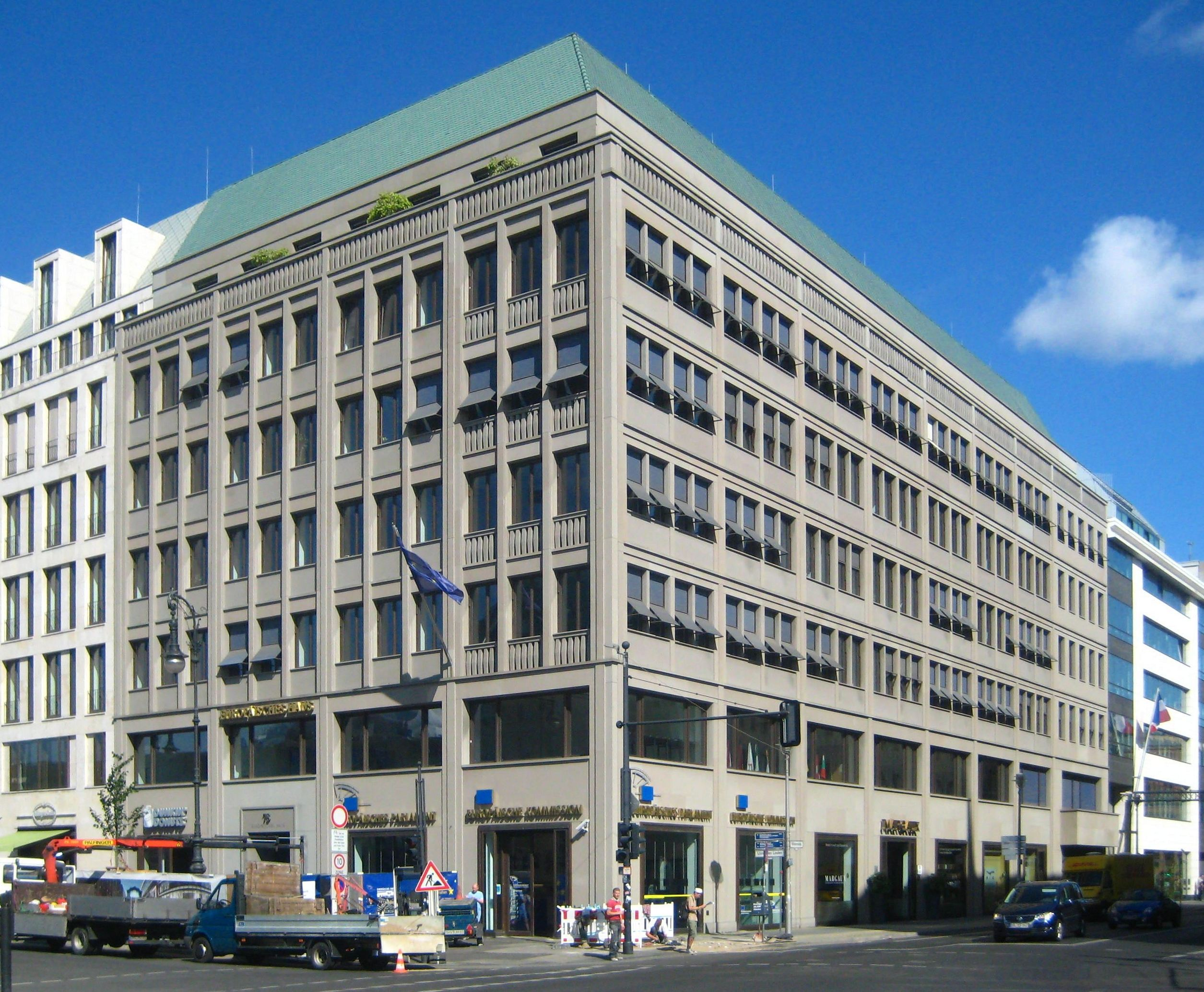
Europäisches Haus Berlin, Unter den Linden beim Brandenburger Tor

## Aufgaben und Tätigkeiten

### Bürgerinformation
Die Verbindungsbüros haben die Hauptaufgabe, die Bürger vor Ort in Deutschland über die Tätigkeit des Europäischen Parlaments zu informieren und ihnen diese näher zubringen. Dies wird unter anderem mittels Seminaren, Tagungen oder Planspielen für Schüler sowie der Herausgabe von Informationsbroschüren gewährleistet. Die Büros dienen außerdem als Anlaufstelle für einfache Fragen bis hin zu komplexen Recherchen rund um das Europaparlament und die EU im Allgemeinen. Des Weiteren knüpfen die Büros Verbindungen zu nationalen und regionalen Behörden sowie zu Vertretern von Zivilgesellschaft und Wirtschaft.

### Öffentlichkeitsarbeit
Die Arbeit der Verbindungsbüros richtet sich auch an Journalisten in Deutschland. Jährlich werden Medienvertreter beispielsweise nach Straßburg oder Brüssel eingeladen, damit sie vor Ort einen Eindruck von der Arbeitsweise des Parlaments erhalten und kompetent über die Plenarsitzungen berichten können. Auch informieren die Büros über die Themen der jeweiligen Plenarsitzungen und geben in Form von Pressemitteilungen, Newsletters und über soziale Netzwerke im Internet weitere relevante Informationen an Journalisten und die interessierte Öffentlichkeit heraus.

### Veranstaltungen
Die Verbindungsbüros organisieren in Eigenregie oder in Kooperation mit anderen Institutionen regelmäßig Veranstaltungen und laden Fachpublika, aber auch die breite Öffentlichkeit dazu ein. Zu nennen sind hierbei beispielsweise die so genannten Mittagsgespräche. Zu einem Mittagsgespräch lädt das Verbindungsbüro einen Europaabgeordneten ein, damit dieser von seiner Arbeit im Parlament berichtet und mit dem Publikum über aktuelle Themen diskutiert. Weiterhin veranstalten die Verbindungsbüros die so genannten Bürgerforen. Bei der unter dem Titel Mitreden über Europa organisierten Veranstaltungsreihe sind Bürger dazu eingeladen, vor Ort mit Abgeordneten aus Europaparlament, Bundestag oder Landtagen sowie Experten zu einem bestimmten Themenschwerpunkt über Europa zu diskutieren und in Dialog zu treten.

### Verwaltungspartnerschaft
Gemeinsam mit der Bundesregierung und der Europäischen Kommission arbeitet das Europäische Parlament in Deutschland in einer Verwaltungspartnerschaft zusammen. Gemeinsam wurde im Rahmen der Partnerschaft die aktion europa ins Leben gerufen, die die Bürger in Deutschland in einen Dialog über Europa einbinden soll. Im Rahmen der aktion europa werden gemeinsame öffentlichkeitswirksame Projekte wie etwa die Herausgabe von Publikationen durchgeführt.  Des Weiteren kommen die Partner der Verwaltungspartnerschaft am so genannten „Runden Tisch Europakommunikation“ regelmäßig mit weiteren Vertretern der Verwaltung verschiedener Ebenen sowie der Zivilgesellschaft zusammen.

## Verbindungsbüro in Deutschland – Berlin
Das Verbindungsbüro in Berlin ist eines von 28 nationalen Verbindungsbüros, die vom Europaparlament in den Hauptstädten der EU-Mitgliedstaaten betrieben werden. Das Büro wurde seit August 2009 von Frank Piplat geleitet, ihm folgte im Januar 2020 Georg Pfeifer.  Das Informationsbüro in Berlin wurde 1994 als Außenstelle des 1978 in Bonn eröffneten deutschen Informationsbüros gegründet. Nach der deutschen Wiedervereinigung und mit dem Umzug des deutschen Regierungssitzes nach Berlin ist auch das Informationsbüro im Jahr 1999 endgültig nach Berlin gezogen und bezog die neuen Räumlichkeiten Unter den Linden. Das Büro in Bonn und die bisherige Berliner Außenstelle wurden geschlossen. Heute heißen die Büros Verbindungsbüros.

### Europäisches Haus Berlin
Seinen heutigen Sitz im so genannten Europäischen Haus auf der Berliner Prachtstraße Unter den Linden am Pariser Platz hat das Verbindungsbüro seit 1999. Im ersten Stock des Europäischen Hauses befinden sich mit dem Pressesaal und dem Konferenzsaal Räumlichkeiten, die für die häufig stattfindenden Seminare, Schülerplanspiele, Podiumsdiskussionen oder als Ort für den Empfang von Besuchergruppen genutzt werden.

### Erlebnis Europa
Im Europäischen Haus residiert neben dem Verbindungsbüro des Europäischen Parlaments auch die Vertretung der Europäischen Kommission in Deutschland. Auf Initiative des Europäischen Parlaments in Zusammenarbeit mit der Europäischen Kommission riefen sie die Dauerausstellung „Erlebnis Europa“ ins Leben. Diese ist Anlaufstelle für Bürger, die in allen 24 Amtssprachen der EU erleben können, wie europäische Politik gestaltet wird und wie sie selbst aktiv werden können. Neben dem ersten 360°-Kino Berlins und zahlreichen interaktiven Informationstischen, können sich die Besucher an sieben Tagen der Woche persönliche Auskunft zur EU einholen oder mit Broschüren und aktuellen Informationen zum Thema Europäische Union versorgen. Das Erlebnis Europa ist täglich von 10 bis 18 Uhr geöffnet.

## Regionales Verbindungsbüro – München
Das Verbindungsbüro in München ist eines von sechs regionalen Verbindungsbüros, die in den großen EU-Mitgliedstaaten neben den Hauptstadtbüros betrieben werden. Das Münchener Büro ist für die Kommunikation des Europäischen Parlaments in Süddeutschland, speziell in Bayern und Baden-Württemberg, zuständig. Dies geschieht in Kooperation mit der Regionalvertretung der Europäischen Kommission, die sich Räumlichkeiten im Erdgeschoss des Isargebäudes des Europäischen Patentamts in München teilen.